# Priyanka Chopra

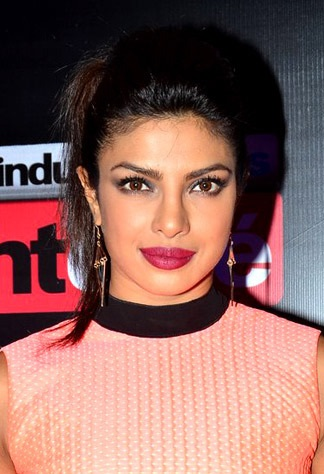
Priyanka Chopra

  Priyanka Chopra   (pronunciació en : /[pɾɪˈjəŋka ˈtʃoːpɽa]/) (Jamshedpur, 18 de juliol de 1982) és una actriu i cantant índia, guanyadora del concurs internacional de bellesa Miss Món l'any 2000. Abans de l'inici de la seva carrera d'actuació va treballar com a model. També se la coneix pel sobrenom "Piggy Chops", que li van donar els coprotagonistes en el rodatge de la pel·lícula hindú Bluffmaster!. Durant la seva carrera ha rebut un Premi Filmfare i nominada al mateix set vegades, així com un Premi Nacional de Cinema de l'Índia per Millor Actriu.

## Debut
El seu debut com a actriu va ser el 2002, al film Tamizhan. Al següent any va fer el seu debut a Bollywood amb el film "L'Heroi: Història d'Amor d'un Espia", seguint amb l'èxit "Andaaz", pel qual va guanyar un Premi Filmfare per Millor Debut Femenil. El 2004 va esdevenir la segona dona a guanyar el Premi Filmfare a Millor Vilà, que va rebre pel seu aclamat paper per la crítica en Aitrazz. Chopra més tard tindria èxit comercial amb pel·lícules com Mujhse Shaadi Karogi (2004), Krrish (2006), Don: La Persecució Comença altre cop (2006) i Don 2 (2011).
El 2008 va marcar el començament d'una nova etapa en la carrera de Chopra. La seva interpretació de model amb problemes, a la pel·lícula Fashion li va valer un Premi Nacional de Cinema a la Millor Actriu, així com un Premi Filmfare a la Millor Actriu. Va rebre crítiques positives pels seus papers en pel·lícules com Kaminey (2009), What's your Raashee? (2009) i 7 Khoon Maaf (2011), per la qual va guanyar un Premi Filmfare a Millor Actriu. Un cop fet això, Chopra es va establir com una de les principals actrius del Bollywood contemporani.
A més d'actuar en pel·lícules, Chopra és actriu de teatre. Va a llançar el seu primer àlbum discogràfic a nivell internacional el 2012.

## Primers anys
Els dos pares de Priyanka, Ashok and Madhu Chopra (nascuda Akhauri), eren metges i té un germà. Priyanka està molt unida al seu pare, originari del Panjab (Índia), la seva mare de Bihar al nord de l'Índia. Va passar part de la seva infància en Bareilly, Uttar Pradesh. La seva família es mudava molt, ja que el seu pare era a l'armada. Va estudiar a La Martinière Lucknow a Lucknow, i més tard es va anar als Estats Units, on va estudiar a la Newton North High School, a Newton (Massachusetts) i a la John F. Kennedy High School (Cedar Rapids) a Iowa abans de tornar a l'Índia per completar la seva educació a l'Army Public School (Bareilly). Va començar en el Jai Hind College a Bombai, però ho va deixar per presentar-se a Miss Món. El seu pare també és un bon cantant.

## Concursos de bellesa
Priyanka es va coronar Miss Índia Món i després Miss Món en 2000. El mateix any, Lara Dutta i Diya Mirza, ambdues de l'Índia, van guanyar Miss Univers i Miss Àsia Pacific. Va ser la cinquena Hindú a coronar Miss Món.

## Carrera d'actriu
Després de guanyar Miss Món, es va fer actriu. La seva primera pel·lícula va ser Thamizhan (2002) en tamil i des de llavors ha aparegut en moltes pel·lícules de Bollywood.
Va actuar en la sèrie Mujhse Shaadi Karogi en (2004) i després en Aitraaz, un remake en hindi de la pel·lícula protagonitzada per Demi Moore Disclosure (Acoso) i aquest mateix any va participar en el tour "Temptations 2004" amb altres estrelles de Bollywood, Shahrukh Khan, Rani Mukerji, Saif Ali Khan, Preity Zinta i Arjun Rampal.
El 2005, ja havia protagonitzat moltes pel·lícules i en 2006, va participar en dues de les pel·lícules més taquilleres de l'any, Krrish i Don - The Chase Begins Again. El 2006, Priyanka Chopra va ser votada la dona asiàtica més sexy, per l'Eastern Eye, una publicació asiàtica.

## Cinema

### Com a actriu
| Títol                            | Any  | Paper                       | Director(s)           | Notes | Ref.   |
| -------------------------------- | ---- | --------------------------- | --------------------- | --- | ------ |
| Thamizhan                        | 2002 | Priya                       | Majith                | Film tàmil                                                                                                 | [ 3 ]  |
| The Hero: Love Story of a Spy    | 2003 | Shaheen Zakaria             | Anil Sharma           | | [ 4 ]  |
| Andaaz                           | 2003 | Jiyana "Jiya" Singhania     | Raj Kanwar            | Filmfare Award for Best Female Debut Nominada—Filmfare Award for Best Supporting Actress                   | [ 5 ]  |
| Plan                             | 2004 | Rani                        | Hriday Shetty         | | [ 6 ]  |
| Kismat                           | 2004 | Sapna Gosai                 | Guddu Dhanoa          | | [ 7 ]  |
| Asambhav                         | 2004 | Alisha                      | Rajiv Rai             | | [ 8 ]  |
| Mujhse Shaadi Karogi             | 2004 | Rani Singh                  | David Dhawan          | | [ 9 ]  |
| Aitraaz                          | 2004 | Sonia Roy                   | Abbas-Mustan          | Filmfare Award for Best Performance in a Negative Role Nominada—Filmfare Award for Best Supporting Actress | [ 10 ] |
| Blackmail                        | 2005 | Mrs. Rathod                 | Anil Devgan           | | [ 11 ] |
| Karam                            | 2005 | Shalini                     | Sanjay F. Gupta       | | [ 12 ] |
| Waqt: The Race Against Time      | 2005 | Pooja Thakur                | Vipul Amrutlal Shah   | | [ 13 ] |
| Yakeen                           | 2005 | Simar Oberoi                | Girish Dhamija        | | [ 14 ] |
| Barsaat                          | 2005 | Kajal                       | Suneel Darshan        | | [ 15 ] |
| Bluffmaster!                     | 2005 | Simmi Ahuja                 | Rohan Sippy           | | [ 16 ] |
| Taxi No. 9211                    | 2006 | D'ella mateixa              | Milan Luthria         | Cameo | [ 17 ] |
| 36 China Town                    | 2006 | Seema                       | Abbas-Mustan          | Cameo | [ 18 ] |
| Alag                             | 2006 | Unknown                     | Ashu Trikha           | Cameo apareixent en la cançó "Sabse Alag"                                                                  | [ 19 ] |
| Krrish                           | 2006 | Priya                       | Rakesh Roshan         | | [ 20 ] |
| Aap Ki Khatir                    | 2006 | Anu Khanna                  | Dharmesh Darshan      | | [ 21 ] |
| Don                              | 2006 | Roma                        | Farhan Akhtar         | | [ 22 ] |
| Salaam-e-Ishq: A Tribute to Love | 2007 | Kamini Ranawat              | Nikhil Advani         | | [ 23 ] |
| Big Brother                      | 2007 | Aarthi Sharma               | Guddu Dhanoa          | | [ 24 ] |
| Om Shanti Om                     | 2007 | D'ella mateixa              | Farah Khan            | Cameo apareixent en la cançó "Deewangi Deewangi"                                                           | [ 25 ] |
| My Name is Anthony Gonsalves     | 2008 | D'ella mateixa              | E. Niwas              | Cameo | [ 26 ] |
| Love Story 2050                  | 2008 | Sana Bedi / Ziesha          | Harry Baweja          | | [ 27 ] |
| God Tussi Great Ho               | 2008 | Alia Kapoor                 | Rumi Jaffrey          | | [ 28 ] |
| Chamku                           | 2008 | Shubhi                      | Kabeer Kaushik        | | [ 29 ] |
| Drona                            | 2008 | Sonia                       | Goldie Behl           | | [ 30 ] |
| Fashion                          | 2008 | Meghna Mathur               | Madhur Bhandarkar     | National Film Award for Best Actress Filmfare Award for Best Actress                                       | [ 31 ] |
| Dostana                          | 2008 | Neha Melwani                | Tarun Mansukhani      | | [ 32 ] |
| Billu                            | 2009 | D'ella mateixa              | Priyadarshan          | Cameo apareixent en la cançó "Rockin & Reeling"                                                            | [ 33 ] |
| Kaminey                          | 2009 | Sweety Bhope                | Vishal Bhardwaj       | Nominada—Filmfare Award for Best Actress                                                                   | [ 34 ] |
| What's Your Raashee?             | 2009 | Diversos                    | Ashutosh Gowariker    | | [ 35 ] |
| Pyaar Impossible!                | 2010 | Comerciant Alisha           | Jugal Hansraj         | | [ 36 ] |
| Jaane Kahan Se Aayi Hai          | 2010 | D'ella mateixa              | Milap Zaveri          | Cameo | [ 37 ] |
| Anjaana Anjaani                  | 2010 | Kiara Vaswani               | Siddharth Anand       | | [ 38 ] |
| 7 Khoon Maaf                     | 2011 | Susanna Anna-Marie Johannes | Vishal Bhardwaj       | Filmfare Critics Award for Best Actress Nominada—Filmfare Award for Best Actress                           | [ 39 ] |
| Ra.One                           | 2011 | Desi Girl                   | Anubhav Sinha         | Cameo | [ 40 ] |
| Don 2                            | 2011 | Roma                        | Farhan Akhtar         | | [ 41 ] |
| Agneepath                        | 2012 | Kaali Gawde                 | Karan Malhotra        | | [ 42 ] |
| Teri Meri Kahaani                | 2012 | Rukhsar / Radha / Aradhana  | Kunal Kohli           | | [ 43 ] |
| Barfi!                           | 2012 | Jhilmil Chatterjee          | Anurag Basu           | Nominada—Filmfare Award for Best Actress                                                                   | [ 44 ] |
| Deewana Main Deewana             | 2013 | Priya Singh                 | K. C. Bokadia         | | [ 45 ] |
| Girl Rising                      | 2013 | Narrador                    | Richard E. Robbins    | Documental                                                                                                 | [ 46 ] |
| Shootout at Wadala               | 2013 | Babli Badmaash              | Sanjay Gupta          | Cameo apareixent en la cançó "Babli Badmaash Hai"                                                          | [ 47 ] |
| Bombay Talkies                   | 2013 | D'ella mateixa              | Diversos              | Cameo apareixent en la cançó "Apna Bombay Talkies"                                                         | [ 48 ] |
| Planes                           | 2013 | Ishani                      | Klay Hall             | Paper de doblatge                                                                                          | [ 49 ] |
| Zanjeer                          | 2013 | Mala                        | Apoorva Lakhia        | Film bilingüe (Hindi i telugu)                                                                             | [ 50 ] |
| Krrish 3                         | 2013 | Priya Mehra                 | Rakesh Roshan         | | [ 51 ] |
| Goliyon Ki Raasleela Ram-Leela   | 2013 | Unknown                     | Sanjay Leela Bhansali | Cameo apareixent en la cançó "Ram Chahe Leela"                                                             | [ 52 ] |
| Gunday                           | 2014 | Nandita Sengupta            | Ali Abbas Zafar       | | [ 53 ] |
| Mary Kom                         | 2014 | Mary Kom                    | Omung Kumar           | Nominada—Filmfare Award for Best Actress                                                                   | [ 54 ] |
| Dil Dhadakne Do                  | 2015 | Ayesha Sangha (née Mehra)   | Zoya Akhtar           | | [ 55 ] |
| Bajirao Mastani                  | 2015 | Kashibai                    | Sanjay Leela Bhansali | Filmfare Award for Best Supporting Actress                                                                 | [ 56 ] |
| Jai Gangaajal                    | 2016 | Abha Mathur                 | Prakash Jha           | | [ 57 ] |
| Ventilator                       | 2016 | D'ella mateixa              | Rajesh Mapuskar       | Cameo | [ 58 ] |
| Baywatch                         | 2017 | Victoria Leeds              | Seth Gordon           | | [ 59 ] |
| A Kid Like Jake                  | 2018 | Amal                        | Silas Howard          | | [ 60 ] |
| Isn't It Romantic?               | 2019 | Isabella Stone              | Todd Strauss-Schulson | | [ 61 ] |
| Chasing Happiness                | 2019 | D'ella mateixa              | John Lloyd Taylor     | Documental                                                                                                 |        |
| The Sky Is Pink                  | 2019 | Aditi Chaudhary             | Shonali Bose          | També productor                                                                                            | [ 62 ] |
| We Can Be Heroes                 | 2020 | Ms. Gradenko                | Robert Rodriguez      | | [ 63 ] |

### Com a productora
| Títol                       | Any  | Idioma   | Director(s)     | Notes                                                                      | Ref.   |
| --------------------------- | ---- | -------- | --------------- | -------------------------------------------------------------------------- | ------ |
| Bam Bam Bol Raha Hai Kashi  | 2016 | Bhojpuri | Santosh Mishra  |                                                                            | [ 64 ] |
| Ventilator                  | 2016 | Marathi  | Rajesh Mapuskar | Nominada—Filmfare Marathi Award for Best Film                              | [ 58 ] |
| Sarvann                     | 2017 | Punjabi  | Karan Guliani   |                                                                            | [ 65 ] |
| Kay Re Rascalaa             | 2018 | Marathi  | I Giridhiran    |                                                                            | [ 66 ] |
| Kaashi Amarnath             | 2018 | Bhojpuri | Santosh Mishra  |                                                                            | [ 67 ] |
| Pahuna: The Little Visitors | 2018 | Sikkimès | Pakhi Tyrewala  |                                                                            | [ 68 ] |
| Firebrand                   | 2019 | Marathi  | Aruna Raje      |                                                                            | [ 69 ] |
| Paani                       | 2019 | Marathi  | Adinath Kothare | National Film Award for Best Film on Environment Conservation/Preservation | [ 70 ] |
| Bhoga Khirikee              | 2019 | Assamès  | Jahnu Baruah    |                                                                            | [ 71 ] |

## Premis i nominacions
- 2003: Premis Filmfare: Filmfare Best Debut Award; Andaaz
- 2004: Premis Filmfare: Filmfare Best Villain Award; Aitraaz
- 2004: Stardust Awards: Stardust Best Supporting Actress Award; The Hero: Love Story of a Spy
- 2004, Bengal Film Journalists 'Association Awards: Best Actress (Hindi Movies); Aitraaz
- 2004: Star Screen Awards: Star Screen Award Best Villain; Aitraaz
- 2005: Stardust Awards: Stardust Superstar of Tomorrow - Female; Mujhse Shaadi Karogi
- 2006: Style Diva of 2006 [1]
- 2006: POGO Awards: Most Amazing Actress; Krrish
- 2006: Sabse favouite Kaun: Tez Sitara.
- 2007: Kelvinator s Gr8 Women Award: Contribution to Indian Cinema.
- 2007: Most Searched Female Actor a Internet: GIFA Awards [2]